# Hanka (album)
Hanka je osmnácté studiové album Hany Zagorové. Nahráno bylo ve studiu Charlies a vyšlo roku 2001. 

## Seznam skladeb
| Hanka (album)  | Hanka (album)                                                                            | Hanka (album) |
| Pořadí         | Název                                                                                    | Délka         |
| -------------- | ---------------------------------------------------------------------------------------- | ------------- |
| 1.             | Dopis na rozloučenou (Max Menšík, Petr Rada)                                             | 02:51         |
| 2.             | Zůstaň tady léto (chorvatská lidová, Jiří Březík)                                        | 02:53         |
| 3.             | To přece není náhodou (Święto) (Ryszard Rynkowski, Václav Kopta)                         | 02:25         |
| 4.             | Je naprosto nezbytné (Jiří Březík, Jiří Březík)                                          | 02:59         |
| 5.             | Když jsi se mnou (Vašo Patejdl, Miro Jurika, Petr Rada)                                  | 04:11         |
| 6.             | Ode zdi ke zdi (This Time I Know It´s For Real) (Stock, Aitken & Waterman, Václav Kopta) | 03:34         |
| 7.             | Bláhovolně (Karel Vágner, Pavel Vrba)                                                    | 03:24         |
| 8.             | Pokušení (Tomáš Vejvoda, Tomáš Vejvoda)                                                  | 02:52         |
| 9.             | Nebylo by kdyby (Jiří Březík, Jiří Březík)                                               | 03:06         |
| 10.            | Závist (Jiří Březík, Jiří Březík)                                                        | 04:07         |
| 11.            | Když vcházíš ránem (Tomáš Harant, Lukáš Hrabal)                                          | 03:10         |
| 12.            | Za každou chvíli s tebou platím (Jiří Březík, Jiří Březík)                               | 04:05         |
| 13.            | Skleněný dům (Michal David, Lou Fanánek Hagen)                                           | 04:00         |
| Celková délka: | Celková délka:                                                                           | 49:38         |